# Hans Albers
Hans Albers, vero nome Hans Philipp August Albers (Amburgo, 22 settembre 1891 – Starnberg, 24 luglio 1960), è stato un attore e cantante tedesco.
Fu la più celebre stella del cinema tedesco tra il 1930 e il 1945 ed è considerato uno dei più popolari attori tedeschi del XX secolo.

## Biografia
Figlio di un macellaio, ultimo di sei fratelli, crebbe nel quartiere amburghese di St. Georg. Si interessò alla recitazione fin da ragazzo e iniziò a frequentare delle lezioni senza che i suoi genitori ne fossero a conoscenza. Nel 1915 Albers venne chiamato nell'esercito per combattere nella prima guerra mondiale e fu, guardando gli eventi retrospettivamente, così fortunato da restare ferito molto presto interrompendo così il servizio. Dopo la guerra si trasferì a Berlino, dove trovò lavoro come attore comico in vari teatri dell'epoca della repubblica di Weimar. La parte che lo condusse al successo fu quella di un cameriere nella commedia Verbrecher (Criminale). Fu sempre in quell'epoca che Albers iniziò una lunga relazione sentimentale con l'attrice di origini per metà ebraiche Hansi Burg, che durò fino alla morte.
Dopo aver interpretato più di cento film muti, nel 1929 Albers interpretò il primo film sonoro tedesco, Die Nacht gehört uns. Poco tempo dopo ebbe il ruolo del forzuto Mazeppa al fianco di Marlene Dietrich nel celebre L'angelo azzurro (1930), che fece della Dietrich una diva. Albers stesso raggiunse la fama nel 1930 con il film Der Greifer incrementandola poi grazie a simili ruoli da uomo audace e temerario per tutti gli anni trenta. Affiancò la leggenda del cinema tedesco Heinz Rühmann in Bomben auf Monte Carlo (1931) e Sherlock Holmes (1937). Molte delle canzoni che Albers interpretò nei suoi film diventarono a loro volta dei grandi successi e alcune di esse rimangono popolari tuttora.

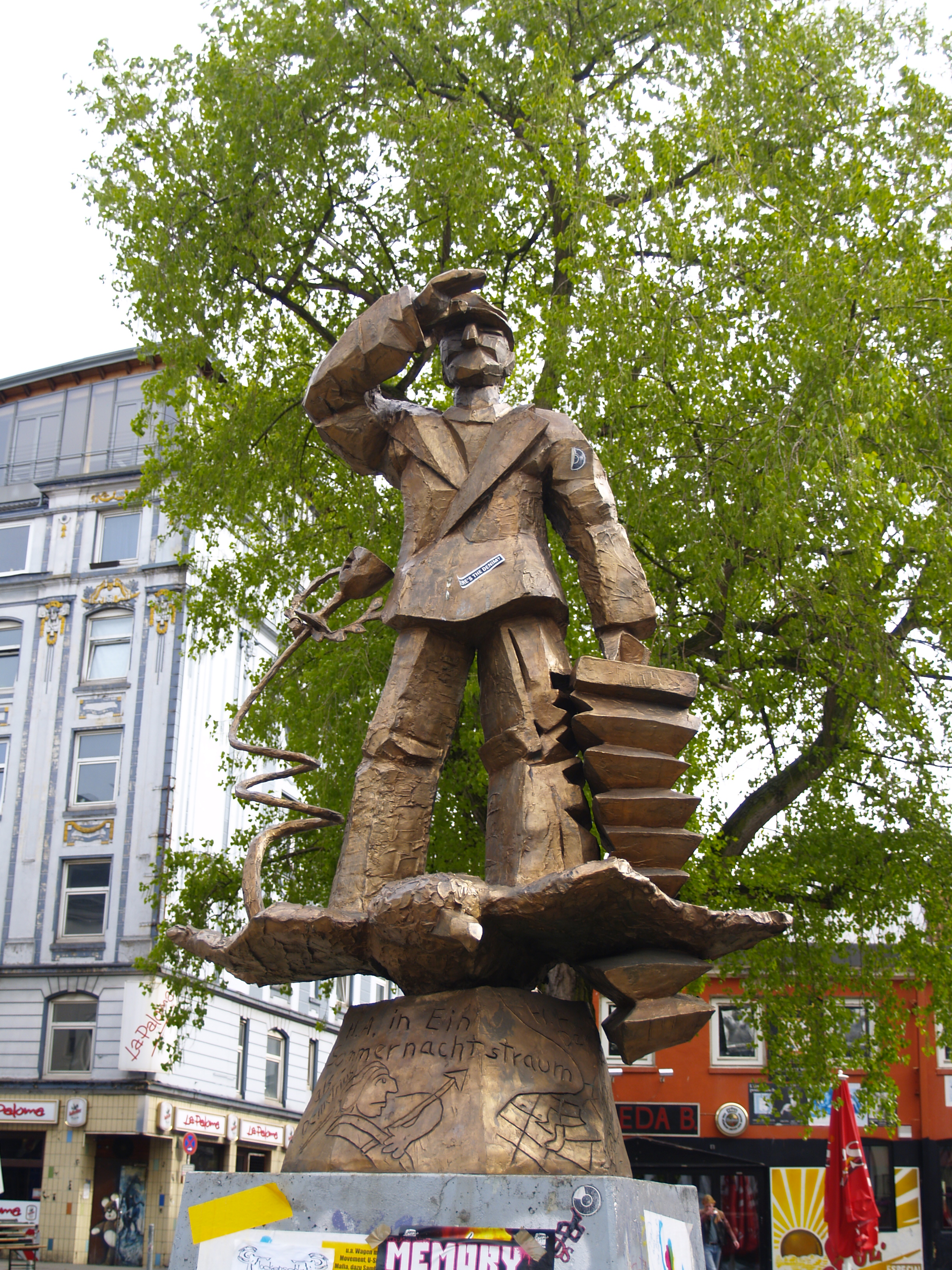
Statua in onore di Hans Albers nella Hans-Albers-Platz, St. Pauli, Amburgo. Opera di Jörg Immendorff, 1986.

Con l'ascesa al potere dei nazisti, nel 1933 Albers e la sua compagna si trasferirono sul Lago di Starnberg, in Baviera. Nonostante non avesse mai sostenuto il regime pubblicamente, Albers diventò ugualmente l'attore più popolare dell'epoca. Fu membro del partito ma evitò di associarvi eccessivamente la propria immagine. Proprio grazie alla sua grande popolarità, i nazisti accettarono a lungo tacitamente la sua relazione con Hansi Burg. Alla fine però anche lui dovette cedere alle pressioni. Hansi Burg fuggì in Svizzera e quindi, nel 1939, nel Regno Unito, ma la coppia rimase segretamente unita e Albers riuscì anche a fornirle supporto finanziario. Si riunirono alla fine della guerra, quando Hansi rientrò in Germania vestendo un'uniforme britannica.
Nel 1943 Albers ricevette una grossa somma per partecipare al film ad alto budget prodotto dall'UFA Le avventure del barone di Münchhausen, ma stette sempre bene attento a non dare l'impressione di appoggiare il regime nazionalsocialista, che del resto non aveva richiesto la sua partecipazione. Sempre nel 1943 prese parte ad un altro classico del cinema tedesco, Große Freiheit Nr. 7 al fianco dell'attrice Ilse Werner, che era stata una delle sue partner anche in Le avventure del barone di Münchhausen. Si dice che alcune delle scene siano state girate a Praga a causa dei danni provocati dai bombardamenti su Amburgo.
Dopo la seconda guerra mondiale, Albers riuscì ad evitare la crisi finanziaria e l'ostracismo professionale che dovettero affrontare molti attori grazie alla sua relazione con Hansi Burg. Ciononostante gli "eroi" del cinema tedesco erano comunque considerati persone indesiderate dal governo di occupazione che voleva lanciare le proprie stelle. Questo fatto comportò un'interruzione per la sua carriera e gli rese difficile ottenere delle scritture. Alla fine riuscì a fare nuovamente breccia interpretando con successo parti secondarie da uomo saggio e attempato, pur senza raggiungere più lo status di divo dei decenni precedenti. Verso la fine degli anni cinquanta l'età iniziò a farsi sentire e a compromettere il suo vigore e la sua notevole presenza fisica, anche a causa dei suoi problemi di alcolismo. Rimase comunque attivo nel mondo del cinema praticamente fino alla fine dei suoi giorni. Albers morì nel 1960 in un sanatorio nei pressi del lago Starnberger a causa di un'emorragia interna.
È sepolto ad Amburgo, nel cimitero di Ohlsdorf.

## L'eredità
Albers ricoprì in Germania un ruolo in un certo senso simile a quello che ricoprì più tardi John Wayne negli Stati Uniti. Il suo nome resterà sempre strettamente associato a quello della città portuale di Amburgo, specialmente a quello del quartiere di St. Pauli dove esiste una piazza, la "Hans-Albers-Platz", a lui intitolata. È forse più conosciuto per la sua musica che per i film, musica diffusa in Germania anche tra le generazioni più giovani. Al di fuori del nord Europa Albers resta però quasi sconosciuto e anche se l'immagine di un uomo anziano con impermeabile e cappello da marinaio che canta e suona la fisarmonica può essere riconosciuta da molti anche al di fuori della Germania, pochi sanno che quell'immagine è basata sull'iconografia di Hans Albers. Ad esempio McDonald's si è servita di un'immagine di quel tipo per una campagna pubblicitaria alla televisione statunitense nel 1986. Curiosamente, in realtà Albers non aveva alcuna esperienza di mare e in tutta la vita il massimo che aveva fatto era stata una gita di un giorno a Helgoland.
Molte delle canzoni di Albers erano divertenti racconti di marinai ubriachi e in cerca di donne durante il loro periodo a terra, ricche di doppi sensi. Spesso contenevano espressioni in basso-tedesco, idioma parlato nel nord della Germania. La sua canzone più famosa è Auf der Reeperbahn nachts um halb eins (It. A mezzanotte e mezza sul Reeperbahn), che è diventata l'inno non ufficiale del pittoresco quartiere di St. Pauli.

## Canzoni celebri
- 1931: Das ist die Liebe der Matrosen (dal film Bomben auf Monte Carlo)
- 1931: Kind, du brauchst nicht weinen (dal film Der Draufgänger)
- 1932: Flieger, grüß' mit mir die Sonne (dal film FP 1 non risponde)
- 1932: Hoppla, jetzt komm' ich (dal film Der Sieger)
- 1932: Komm' auf die Schaukel, Luise (dallo spettacolo teatrale Liliom)
- 1932: Komm und spiel mit mir (dal film Quick, Re dei clown)
- 1933: Mein Gorilla hat 'ne Villa im Zoo (dal film Heut kommt's drauf an)
- 1936: In meinem Herzen Schatz, da ist für viele Platz (dal film L'anello tragico)
- 1937: Jawoll, meine Herrn [con Heinz Rühmann] (dal film Sherlock Holmes)
- 1939: Good bye, Jonny (dal film Canitoga)
- 1944: La Paloma (dal film Große Freiheit Nr. 7)
- 1944: Auf der Reeperbahn nachts um halb eins (dal film Große Freiheit Nr. 7)
- 1952: Kleine weiße Möwe (dal film Käpt'n Bay-Bay)
- 1952: Nimm mich mit, Kapitän, auf die Reise (dal film Käpt'n Bay-Bay)
- 1954: Auf der Reeperbahn nachts um halb eins (dal film Auf der Reeperbahn nachts um halb eins)
- 1954: Komm auf die Schaukel, Luise (dal film Auf der Reeperbahn nachts um halb eins)
- 1957: Das Herz von St. Pauli (dal film Das Herz von St. Pauli)
- 1958: Mein Junge, halt die Füße still (dal film Dreizehn alte Esel)

## Filmografia
- Jahreszeiten des Lebens, regia di Franz Hofer (1915)
- Die Tochter der Gräfin Stachowska, regia di Otto Rippert (1917)
- Rauschgold, regia di H. Derweyn (1917)
- Rache des Gefallenen (1917)
- Das Spitzentuch der Fürstin Wolkowska, regia di Josef Stein e Robert Reinert (1917)
- Irrwege der Liebe, regia di Josef Stein (1918)
- Halkas Gelöbnis, regia di Alfred Halm (1918)
- Der Fluch des Nuri, regia di Carl Boese (1918)
- Das Alte Bild, regia di Arthur Ullmann (1918)
- Am Scheidewege, regia di Alfred Halm (1918)
- Die Dreizehn, regia di Alfred Halm (1918)
- Sadja, regia di Adolf Gärtner e Erik Lund (1918)
- Liebe und Leben, 1. Teil - Die Seele des Kindes, regia di Walter Schmidthässler (1918)
- Leuchtende Punkte, regia di Georg Alexander (1918)
- Der Mut zur Sünde, regia di Heinrich Bolten-Baeckers e Robert Leffler (1918)
- Das Lied der Colombine, regia di Emil Justitz (1918)
- Das Licht des Lebens, regia di Josef Stein (1918)
- Baroneßchen auf Strafurlaub, regia di Otto Rippert (1918)
- Aus eines Mannes Mädchenjahren, regia di Karl Grune, Paul Legband (1919)
- Die Prinzessin von Urbino, regia di Paul Legband (1919)
- Die Tochter des Bajazzo, regia di Arthur Ullmann (1919)
- Madeleine, regia di Siegfried Philippi (1919)
- Lola Montez 2, regia di Rudolf Walther-Fein (1919)
- Das Tor der Freiheit, regia di Walter Schmidthässler (1919)
- Die Schlange mit dem Mädchenkopf, regia di Rudolf Walther-Fein (1920)
- Die 999. Nacht, regia di Fred Sauer (1920)
- Das Grand Hotel Babylon, regia di Ewald André Dupont (1920)
- Der Schuß aus dem Fenster (1920)
- Berlin W., regia di Manfred Noa (1920)
- Der Falschspieler, regia di Emil Justitz (1920)
- Die Marquise von O., regia di Paul Legband (1920)
- Die Kronjuwelen des Herzogs von Rochester, regia di Paul Legband (1920)
- Schieber, regia di Manfred Noa (1921)
- Taschendiebe, regia di Emil Justitz (1921)
- Die große und die kleine Welt, regia di Max Mack (1921)
- Söhne der Nacht, 1. Teil: Die Verbrecher-GmbH, regia di Manfred Noa (1921)
- Söhne der Nacht, 2. Teil - Die Macht der Liebe, regia di Manfred Noa (1921)
- Il principe (Der Fürst), regia di Max Maschke (1921)
- Menschenopfer, regia di Carl Wilhelm (1922)
- Die Geliebte des Königs, regia di Frederic Zelnik (1922)
- Das Testament des Joe Sivers, regia di Conrad Wiene (1922)
- Der böse Geist, regia di Carl Wilhelm (1922)
- Versunkene Welten, regia di Siegfried Philippi (1922)
- Der falsche Dimitri, regia di Hans Steinhoff (1922)
- Irene d'Or, regia di Karl Sander e Frederic Zelnik (1923)
- Lyda Ssanin, regia di Frederic Zelnik (1923)
- Der Tiger des Zirkus Farini, regia di Uwe Jens Krafft (1923)
- Fräulein Raffke, regia di Richard Eichberg (1923)
- Inge Larsen, regia di Hans Steinhoff (1924)
- Auf Befehl der Pompadour, regia di Friedrich Zelnik (1924)
- Gehetzte Menschen, regia di Erich Schönfelder (1924)
- Das schöne Abenteuer, regia di Manfred Noa (1924)
- Guillotine, regia di Guido Schamberg (Guido Parish) (1924)
- Die Venus von Montmartre, regia di Friedrich Zelnik (1925)
- Ein Sommernachtstraum, regia di Hans Neumann (1925)
- Athleten, regia di Friedrich Zelnik (1925)
- Luxusweibchen, regia di Erich Schönfelder (1925)
- Der König und das kleine Mädchen, regia di Nunzio Malasomma (1925)
- Halbseide, regia di Richard Oswald (1925)
- Vorderhaus und Hinterhaus, regia di Richard Oswald, Carl Wilhelm (1925)
- Das Mädchen mit der Protektion, regia di Max Mack (1925)
- Mein Freund der Chauffeur, regia di Erich Waschneck (1926)
- Der Bankkrach unter den Linden, regia di Paul Merzbach (1926)
- Die Gesunkenen, regia di Rudolf Walther-Fein e Rudolf Dworsky (1926)
- Der Mann aus dem Jenseits, regia di Manfred Noa (1926)
- Der Prinz und die Tänzerin, regia di Richard Eichberg (1926)
- Deutsche Herzen am deutschen Rhein, regia di Fred Sauer (1926)
- Wir sind vom K. u. K. Infanterie-Regiment, regia di Richard Oswald (1926)
- Ich hatt' einen Kameraden, regia di Conrad Wiene (1926)
- Die drei Mannequins, regia di Jaap Speyer (1926)
- An der schönen blauen Donau, regia di Frederic Zelnik (1926)
- Jagd auf Menschen, regia di Nunzio Malasomma (1926)
- Küssen ist keine Sünd', regia di Rudolf Walther-Fein, Rudolf Dworsky (1926)
- Bara en danserska, regia di Olof Molander (1926)
- Schatz, mach' Kasse, regia di Felix Basch (1926)
- Der lachende Ehemann, regia di Rudolf Walther-Fein, Rudolf Dworsky (1926)
- Die versunkene Flotte, regia di Graham Hewett, Manfred Noa (1926)
- Nixchen, regia di Kurt Blachy (1926)
- Die Warenhausprinzessin, regia di Heinz Paul (1926)
- Seeschlacht beim Skagerrak, regia di Manfred Noa (1926)
- Es blasen die Trompeten, regia di Carl Boese (1926)
- Die glühende Gasse, regia di Paul Sugar (1927)
- Die Frau die nicht nein sagen kann, regia di Fred Sauer (1927)
- Eine Dubarry von heute, regia di Alexander Korda (1927)
- Die Sporck'schen Jäger, regia di Holger-Madsen (1927)
- Die Villa im Tiergarten, regia di Franz Osten (1927)
- Der Soldat der Marie, regia di Erich Schönfelder (1927)
- La maschera dall'occhio di vetro (Rinaldo Rinaldini), regia di Max Obal (1927)
- Primanerliebe, regia di Robert Land (1927)
- Üb' immer Treu' und Redlichkeit, regia di Reinhold Schünzel (1927)
- Der goldene Abgrund, regia di Mario Bonnard (1927)
- En perfekt gentleman, regia di Vilhelm Bryde e Gösta Ekman (1927)
- Die Dollarprinzessin und ihre sechs Freier, regia di Felix Basch (1927)
- Eine kleine Freundin braucht jeder Mann, regia di Paul Heidemann (1927)
- Der größte Gauner des Jahrhunderts, regia di Max Obal (1927)
- Es zogen drei Burschen, regia di Carl Wilhelm (1928)
- Das Fräulein aus Argentinien, regia di Siegfried Philippi (1928)
- Wer das Scheiden hat erfunden, regia di Wolfgang Neff (1928)
- Frauenarzt Dr. Schäfer, regia di Jacob Fleck e Luise Fleck (1928)
- Herr Meister und Frau Meisterin, regia di Alfred Theodor Mann (1928)
- Principessa Olalà (Prinzessin Olala), regia di Robert Land (1928)
- Ein Tag Film, regia di Max Mack (1928)
- Rasputins Liebesabenteuer, regia di Martin Berger (1928)
- Saxophon-Susi, regia di Carl Lamac (1928)
- Dornenweg einer Fürstin, regia di Nikolai Larin, Boris Nevolin (1928)
- Weib in Flammen, regia di Max Reichmann (1928)
- Heut' war ich bei der Frieda, regia di Siegfried Philippi (1928)
- Asfalto (Asphalt), regia di Joe May (1929)
- Der rote Kreis, regia di Frederic Zelnik (1929)
- Möblierte Zimmer, regia di Fred Sauer (1929)
- Mascottchen, regia di Felix Basch (1929)
- La voce del sangue, regia di Gustav Ucicky (1929)
- Ja, ja, die Frauen sind meine schwache Seite, regia di Edmund Heuberger (1929)
- Drei machen ihr Glück (o Teure Heimat), regia di Carl Wilhelm (1929)
- L'incantesimo di Circe (Heilige oder Dirne), regia di Martin Berger (1929)
- Die Schleiertänzerin, regia di Charles Burguet (1929)
- La notte è nostra (Die Nacht gehört uns), regia di Carl Froelich e Henry Roussel (1929)
- L'angelo azzurro (Der blaue Engel), regia di Josef von Sternberg (1930)
- Der Greifer regia di Richard Eichberg (1930)
- The Blue Angel, regia di Josef von Sternberg (1930)
- Hans in allen Gassen, regia di Carl Froelich (1930)
- Drei Tage Liebe, regia di Heinz Hilpert (1931)
- Bomben auf Monte Carlo, regia di Hanns Schwarz (1931)
- Der Draufgänger, regia di Richard Eichberg (1931)
- Der Sieger, regia di Hans Hinrich e Paul Martin (1932)
- Monte Carlo Madness, regia di Hanns Schwarz (1932)
- Quick, re dei clown (Quick), regia di Robert Siodmak (1932)
- Der weiße Dämon, regia di Kurt Gerron (1932)
- FP 1 non risponde (F.P.1 antwortet nicht), regia di Karl Hartl (1932)
- Heut' kommt's drauf an, regia di Kurt Gerron (1933)
- Un certo signor Grant (Ein gewisser Herr Gran), regia di Gerhard Lamprecht (1933)
- I fuggiaschi (Flüchtlinge), regia di Gustav Ucicky (1933)
- Oro (Gold), regia di Karl Hartl (1934)
- Peer Gynt, regia di Fritz Wendhausen (1934)
- I tre diavoli (Variétés), regia di Nicolas Farkas (1935)
- Donne e carnefici (Henker, Frauen und Soldaten), regia di Johannes Meyer (1935)
- L'anello tragico (Savoy-Hotel 217), regia di Gustav Ucicky (1936)
- Unter heißem Himmel, regia di Gustav Ucicky (1936)
- Sherlock Holmes (Der Mann, der Sherlock Holmes war), regia di Karl Hartl (1937)
- Bandiera gialla (Die gelbe Flagge), regia di Gerhard Lamprecht (1937)
- Nomadi, regia di Jacques Feyder (1938)
- Sergente Berry, regia di Herbert Selpin (1938)
- Der Trichter (1938)
- Canitoga, regia di Herbert Selpin (1939)
- Ein Mann auf Abwegen, regia di Herbert Selpin (1940)
- Capitano di ventura (Trenck, der Pandur), regia di Herbert Selpin (1940)
- Carl Peters, regia di Herbert Selpin (1941)
- Il barone di Münchhausen (Münchhausen), regia di Josef von Báky (1943)
- Große Freiheit Nr. 7, regia di Helmut Käutner (1944)
- Shiva und die Galgenblume, regia di Hans Steinhoff (1945)
- ... und über uns der Himmel, regia di Josef von Báky (1947)
- Anime nella tormenta (Föhn), regia di Rolf Hansen (1950)
- Vom Teufel gejagt, regia di Viktor Tourjansky (1950)
- Blaubart, regia di Christian-Jaque (1951)
- Di notte sulle strade (Nachts auf den Straßen), regia di Rudolf Jugert (1952)
- Käpt'n Bay-Bay, regia di Helmut Käutner (1953)
- Jonny rettet Nebrador, regia di Rudolf Jugert (1953)
- An jedem Finger zehn, regia di Erik Ode (1954)
- Auf der Reeperbahn nachts um halb eins, regia di Wolfgang Liebeneiner (1954)
- Der letzte Mann, regia di Harald Braun (1955)
- Vor Sonnenuntergang, regia di Gottfried Reinhardt (1956)
- I fidanzati della morte, regia di Romolo Marcellini (1957)
- Der tolle Bomberg, regia di Rolf Thiele (1957)
- Das Herz von St. Pauli, regia di Eugen York (1957)
- Der Greifer, regia di Eugen York (1958)
- Der Mann im Strom, regia di Eugen York (1958)
- 13 kleine Esel und der Sonnenhof, regia di Hans Deppe (1958)
- Kein Engel ist so rein, regia di Wolfgang Becker (1960)